# Population Action International
Population Action International (PAI) es una organización internacional no gubernamental que utiliza la investigación y la promoción para mejorar el acceso global a la planificación familiar y la atención de la salud reproductiva. Su misión es "garantizar que todas las personas tengan el derecho y el acceso a la salud sexual y reproductiva, para que la humanidad y el medio ambiente natural puedan existir en equilibrio con menos personas que viven en la pobreza".  La sede de PAI se encuentra en Washington D. C.
Su presidenta actual es Suzanne Ehlers.

## Perfil
PAI promueve el desarrollo económico, la salud y la sostenibilidad ambiental a través de la financiación de servicios de planificación familiar y salud sexual y reproductiva en todo el mundo. La organización monitorea el impacto de las políticas y programas de los EE. UU. en el extranjero y fomenta el desarrollo de la política internacional y de los Estados Unidos en materia de población y salud reproductiva. A nivel internacional, PAI proporciona a las organizaciones asociadas recursos financieros y asistencia técnica.
La investigación y el análisis de PAI se centran en cuestiones clave de la política de salud reproductiva: mejorar el acceso a la atención de la salud reproductiva, la financiación y movilizar la voluntad política para apoyar la planificación familiar. Lleva a cabo investigaciones demográficas sobre el empoderamiento de las mujeres, la estabilidad política y económica y la gobernanza. Rastrea fondos para la planificación familiar y servicios de salud reproductiva en los países en desarrollo y participa en investigaciones que examinan el impacto del cambio de población en el medio ambiente y sus implicaciones para la seguridad humana y el desarrollo económico sostenible.
La defensa de PAI implica la movilización de apoyo político y financiero para los programas de planificación familiar y la salud y los derechos sexuales y reproductivos. Se centra en destacar los vínculos entre la población, la planificación familiar y la igualdad de género con problemas mundiales como la pobreza, la seguridad, el cambio climático, los conflictos geopolíticos y la sostenibilidad ambiental.
En los Estados Unidos, PAI trabaja con las autoridades nacionales para fortalecer las políticas de salud reproductiva de los EE. UU. Y los fondos para programas que mitiguen la pobreza y el rápido crecimiento de la población. Monitorea a las Naciones Unidas, el Banco Mundial y otras organizaciones multilaterales para evaluar los avances logrados en el desarrollo y la implementación de políticas internacionales de población y salud reproductiva.